# 여우목로
여우목로(Yeoumok-ro)는 경상북도 문경시 문경읍에서 문경시 동로면 적성삼거리 을 잇는 도로이다.

## 주요 경유지
경상북도
- 문경시 (문경읍 - 동로면)

## 노선
| 이름        | 접속 노선                 | 소재지 | 소재지 | 비고 |
| ----------- | ------------------------- | ------ | ------ | ---- |
| (이름없음)  | 새재로                    | 문경시 | 문경읍 |      |
| 요성1교     |                           | 문경시 | 문경읍 |      |
| (이름없음)  | 주흘로                    | 문경시 | 문경읍 |      |
| 고요1교     |                           | 문경시 | 문경읍 |      |
| 당포 교차로 | 당포길                    | 문경시 | 문경읍 |      |
| 당포1교     |                           | 문경시 | 문경읍 |      |
| 갈평삼거리  | 갈평길                    | 문경시 | 문경읍 |      |
| 갈평교      |                           | 문경시 | 문경읍 |      |
| (이름없음)  | 지방도 제923호선 (운달로) | 문경시 | 문경읍 |      |
| 갈평2교     |                           | 문경시 | 문경읍 |      |
| 여우목고개  |                           | 문경시 | 문경읍 |      |
|             | 동로면                    | 문경시 |        |      |
| 생달교      |                           | 문경시 |        |      |
| 장터삼거리  | 벌재장터길                | 문경시 |        |      |
| 적성삼거리  | 국도 제59호선 (금천로)    | 문경시 |        |      |